# ڭ
Pour les articles homonymes, voir Gāf.
Ng, gāf ou kāf trois points suscrit, ‹ ڭ › ou ‹ ݣ ›, est une lettre additionnelle de l'alphabet arabe utilisé dans l’écriture du ouïghour ; elle était utilisée dans l’écriture du turc ottoman. Sa forme basé sur le kāf ouvert ‹ ݣ › est utilisée dans certaines variantes dialectales de l’arabe, des langues berbères (tamazight du Maroc Central, tachelhit, touareg, rifain) et du bourouchaski.
Elle est composée d’un kāf ‹ ك › diacrité de trois points suscrits.

## Utilisation
En ouïghour, ‹ ڭ › représente une consonne nasale vélaire voisée [ŋ].
En turc ottoman, ‹ ڭ ›, appelé sāghir nūn (« petit nūn »), représente une consonne nasale vélaire voisée [ŋ], et correspond à une consonne nasale alvéolaire voisée [n], en turc moderne.

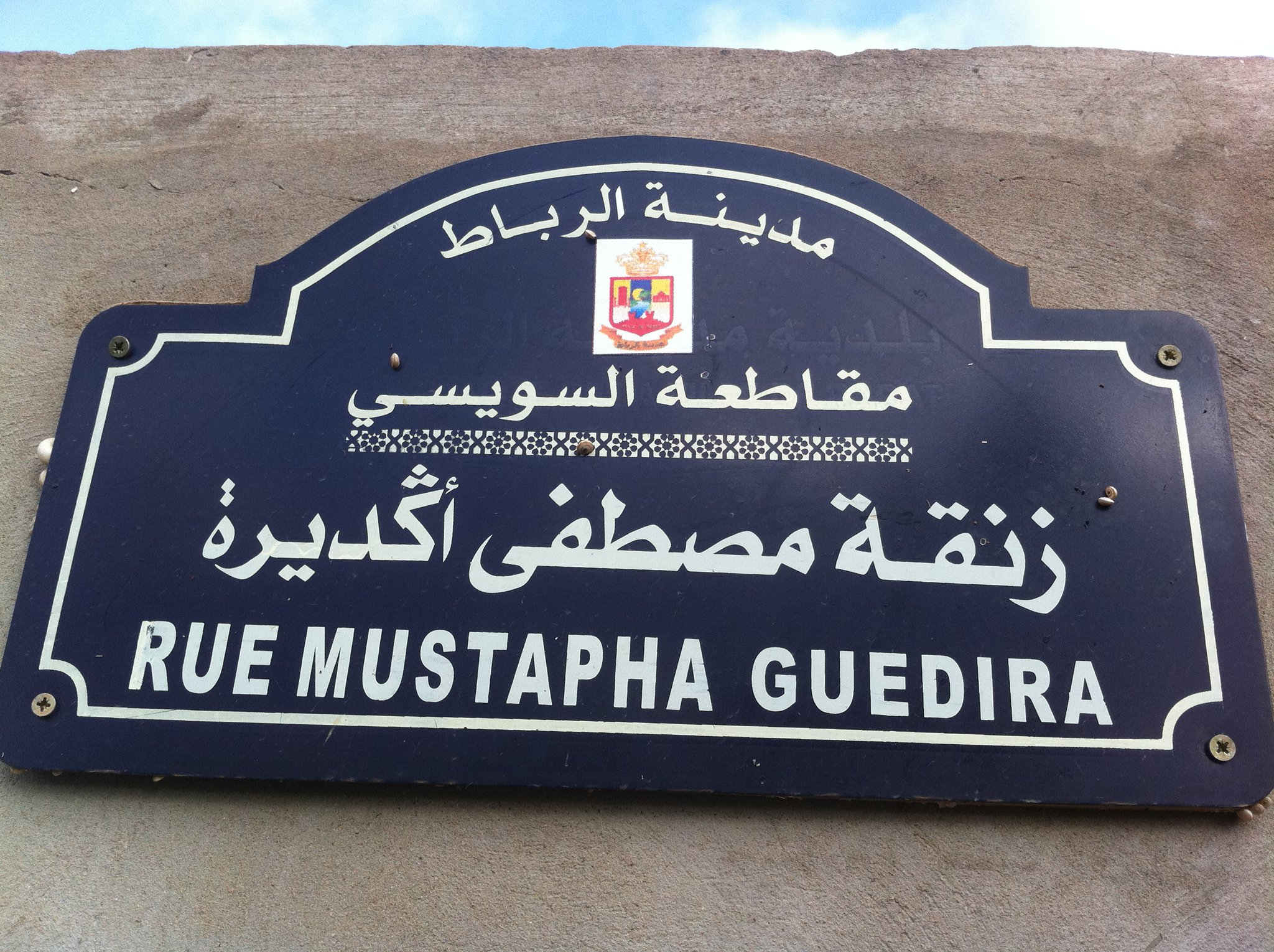
Panneau de la rue Mustapha Guedira à Rabat avec ‹ ݣ ›.

En arabe marocain, dans plusieurs dialectes de l’arabe algérien et en berbère, ‹ ݣ › représente une consonne occlusive vélaire voisée [ɡ]. Le kāf ouvert barre suscrite ‹ گ › et, dans les manuscrits, le kāf ouvert trois point souscrit ‹ ؼ ›, sont aussi utilisés. Il est notamment utilisé dans le nom d’Agadir ‹ أݣادير › en arabe marocain plutôt écrit ‹ أكادير › ou ‹ أغادير › en arabe moderne standard.
En persan, ‹ ݣ › a représenté une consonne occlusive vélaire voisée [ɡ] ou une consonne nasale vélaire voisée [ŋ], selon le dialecte. Elle a été remplacée par gāf (kāf ouvert barre suscrite) ‹ گ › en persan et dans les langues utilisant un alphabet dérivé du persan.
Dans les langues écrites avec le jawi, le kaf ouvert trois point suscrits ‹ ݣ › est utilisé dans certains manuscrits comme forme alternative du gaf, aujourd’hui principalement écrit avec le kaf ouvert point suscrit ‹ ݢ ›, représentant une consonne occlusive vélaire voisée [ɡ]. Cette lettre peut aussi parfois avoir trois point souscrits ‹ ؼ ›.

## Représentation informatique
Le kāf trois points suscrits peut être représenté avec les caractères Unicode suivants (arabe, supplément arabe) :
| formes | représentations | chaînes de caractères | points de code | descriptions                            |
| ------ | --------------- | --------------------- | -------------- | --------------------------------------- |
| lettre | ڭ               | ڭ                     | U+06AD         | lettre arabe ng                         |
| lettre | ݣ               | ݣ                     | U+0763         | lettre arabe keha’ trois points en chef |